# Erika Lawler
Pour les articles homonymes, voir Lawler.
Erika Lyn Lawler (née le 5 février 1987 à Fitchburg (Massachusetts)) est une joueuse américaine de hockey sur glace évoluant dans la ligue élite féminine en tant qu'attaquante. Elle a remporté une médaille d'argent olympique aux Jeux olympiques de Vancouver en 2010. Elle a également représenté les États-Unis dans 4 championnats du monde, remportant 2 médailles d'or et 2 médailles d'argent.
Lawler remporte également avec les Metropolitan Riveters la Coupe Isobel en 2018.

## Biographie

### Carrière internationale
Avec l'équipe des États-Unis de hockey sur glace féminin, elle remporte le Championnat du monde 2008 et 2009, termine deuxième du Championnat du monde 2007 et 2012 et obtient la médaille d'argent aux Jeux olympiques d'hiver de 2010 à Vancouver.

## Statistiques

### En club
| Saison      | Équipe                | Ligue       |     | Saison régulière | Saison régulière | Saison régulière | Saison régulière | Saison régulière |   | Séries éliminatoires | Séries éliminatoires | Séries éliminatoires | Séries éliminatoires | Séries éliminatoires |
| Saison      | Équipe                | Ligue       | PJ  | B                | A                | Pts              | Pun              | PJ               | B | A                    | Pts                  | Pun                  |                      |                      |
| 2005-2006   | Badgers du Wisconsin  | NCAA        | 41  | 13               | 19               | 32               | 14               |                  |   |                      |                      |                      |                      |                      |
| 2006-2007   | Badgers du Wisconsin  | NCAA        | 41  | 10               | 28               | 38               | 16               |                  |   |                      |                      |                      |                      |                      |
| 2007-2008   | Badgers du Wisconsin  | NCAA        | 41  | 12               | 28               | 40               | 18               |                  |   |                      |                      |                      |                      |                      |
| 2008-2009   | Badgers du Wisconsin  | NCAA        | 40  | 20               | 44               | 64               | 37               |                  |   |                      |                      |                      |                      |                      |
| 2010-2011   | Blades de Boston      | LCHF        | 4   | 2                | 3                | 5                | 4                | -                | - | -                    | -                    | -                    |                      |                      |
| 2011-2012   | Blades de Boston      | LCHF        | 26  | 11               | 22               | 33               | 10               | 3                | 2 | 2                    | 4                    | 0                    |                      |                      |
| 2012-2013   | Blades de Boston      | LCHF        | 1   | 0                | 0                | 0                | 0                |                  |   |                      |                      |                      |                      |                      |
|             |                       |             |     |                  |                  |                  |                  |                  |   |                      |                      |                      |                      |                      |
| 2017-2018   | Metropolitan Riveters | LNHF        | 14  | 1                | 7                | 8                | 10               | 2                | 1 | 2                    | 3                    | 0                    |                      |                      |
| 2018-2019   | Metropolitan Riveters | LNHF        | 14  | 0                | 1                | 1                | 4                | 2                | 0 | 0                    | 0                    | 0                    |                      |                      |
| Totaux NCAA | Totaux NCAA           | Totaux NCAA | 163 | 55               | 119              | 174              | 85               | -                | - | -                    | -                    | -                    |                      |                      |
| Totaux LCHF | Totaux LCHF           | Totaux LCHF | 31  | 13               | 25               | 38               | 14               | 3                | 2 | 2                    | 4                    | 0                    |                      |                      |
| Totaux LNHF | Totaux LNHF           | Totaux LNHF | 28  | 1                | 8                | 9                | 14               | 4                | 1 | 2                    | 3                    | 0                    |                      |                      |

### Au niveau international
| Année | Équipe     | Compétition          |   | PJ | B | A | Pts | Pun               |  | Résultat |
| 2007  | États-Unis | Championnat du monde | 5 | 2  | 4 | 6 | 2   | Médaille d'argent |  |          |
| 2008  | États-Unis | Championnat du monde | 5 | 0  | 2 | 2 | 6   | Médaille d'or     |  |          |
| 2009  | États-Unis | Championnat du monde | 5 | 0  | 4 | 4 | 2   | Médaille d'or     |  |          |
| 2010  | États-Unis | Jeux olympiques      | 4 | 0  | 2 | 2 | 0   | Médaille d'argent |  |          |
| 2012  | États-Unis | Championnat du monde | 5 | 1  | 0 | 1 | 0   | Médaille d'argent |  |          |